# Старшие размерности
Старшие размерности или пространства старших размерностей — термин, используемый в топологии многообразий для многообразий размерности {\displaystyle \geqslant 5}.
В старших размерностях работают важные технические приёмы, связанные с трюком Уитни (например, теорема об h-кобордизме), которые значительно упрощают теорию.
В противоположность, топология многообразий размерности 3 и 4 значительно сложнее.
В частности, обобщённая гипотеза Пуанкаре была доказана сначала в старших размерностях, потом в размерности 4 и только в 2002 году — в размерности 3.
Частный случай пространства большой размерности — N-мерное евклидово пространство.

## Многомерность пространства
Теодор Калуца впервые предложил ввести в математическую физику пятое измерение, послужившее основой для теории Калуцы — Клейна. Эта теория — одна из теорий гравитации, модель, позволяющая объединить два фундаментальных физических взаимодействия: гравитацию и электромагнетизм — была впервые опубликована в 1921 году математиком Теодором Калуцей, который расширил пространство Минковского до 5-мерного пространства и получил из уравнений общей теории относительности классические уравнения Максвелла.
В теории струн используются трёхмерные (имеющие вещественную размерность 6) многообразия Калаби — Яу, выступающие как слой компактификации пространства-времени, так что каждой точке четырёхмерного пространства-времени соответствует пространство Калаби — Яу.
Одна из основных проблем при попытке описать процедуру редукции струнных теорий из размерности 26 или 10 в низкоэнергетическую физику размерности 4 заключается в большом количестве вариантов компактификаций дополнительных измерений на многообразия Калаби — Яу и на орбифолды, которые, вероятно, являются частными предельными случаями пространств Калаби — Яу. Большое число возможных решений с конца 1970-х и начала 1980-х годов создало проблему, известную под названием «проблема ландшафта».
На сегодняшний день множество физиков-теоретиков по всему миру исследуют вопрос многомерности пространства. В середине 1990-х годов Эдвард Виттен и другие физики-теоретики обнаружили веские доказательства того, что различные суперструнные теории представляют собой различные предельные случаи неразработанной пока 11-мерной М-теории.
Как правило, классическая (не квантовая) релятивистская динамика n-бран строится на основе принципа наименьшего действия для многообразия размерности n + 1 (n пространственных измерений плюс временно́е), находящегося в пространстве высшей размерности. Координаты внешнего пространства-времени рассматриваются как поля, заданные на многообразии браны. При этом группа Лоренца становится группой внутренней симметрии этих полей.
Существует множество чисто практических применений теории многомерности пространства. Например, задача об упаковке шаров в n-мерном пространстве стала ключевым звеном в разработке радиокодирующих устройств.
Естественным развитием идеи многомерного пространства является концепция бесконечномерного пространства (гильбертово пространство).